# 大理农村电影历史博物馆
大理农村电影历史博物馆是中华人民共和国云南省大理白族自治州大理市的一家博物馆。2011年4月17日正式开放，依托原大理电影院改建而成，是云南省首家电影博物馆，也是中国首家农村电影历史专题博物馆。馆舍位于大理镇大理古城复兴路459号，建筑面积1,714平方米，展厅面积1,252平方米。博物馆分为序厅、大型电影放映设备展示区、农村电影放映场景复原区、片库展区、老电影放映体验区、影像厅等11个展区，以实物、海报、图片、多媒体等方式，系统展示20世纪50年代以来大理农村电影放映的发展历程。博物馆兼具电影档案馆功能（大理州电影档案馆与博物馆合署办公），共有藏品6,565件（套），涵盖放映设备、电影胶片、海报、剧照、服装道具等类别。

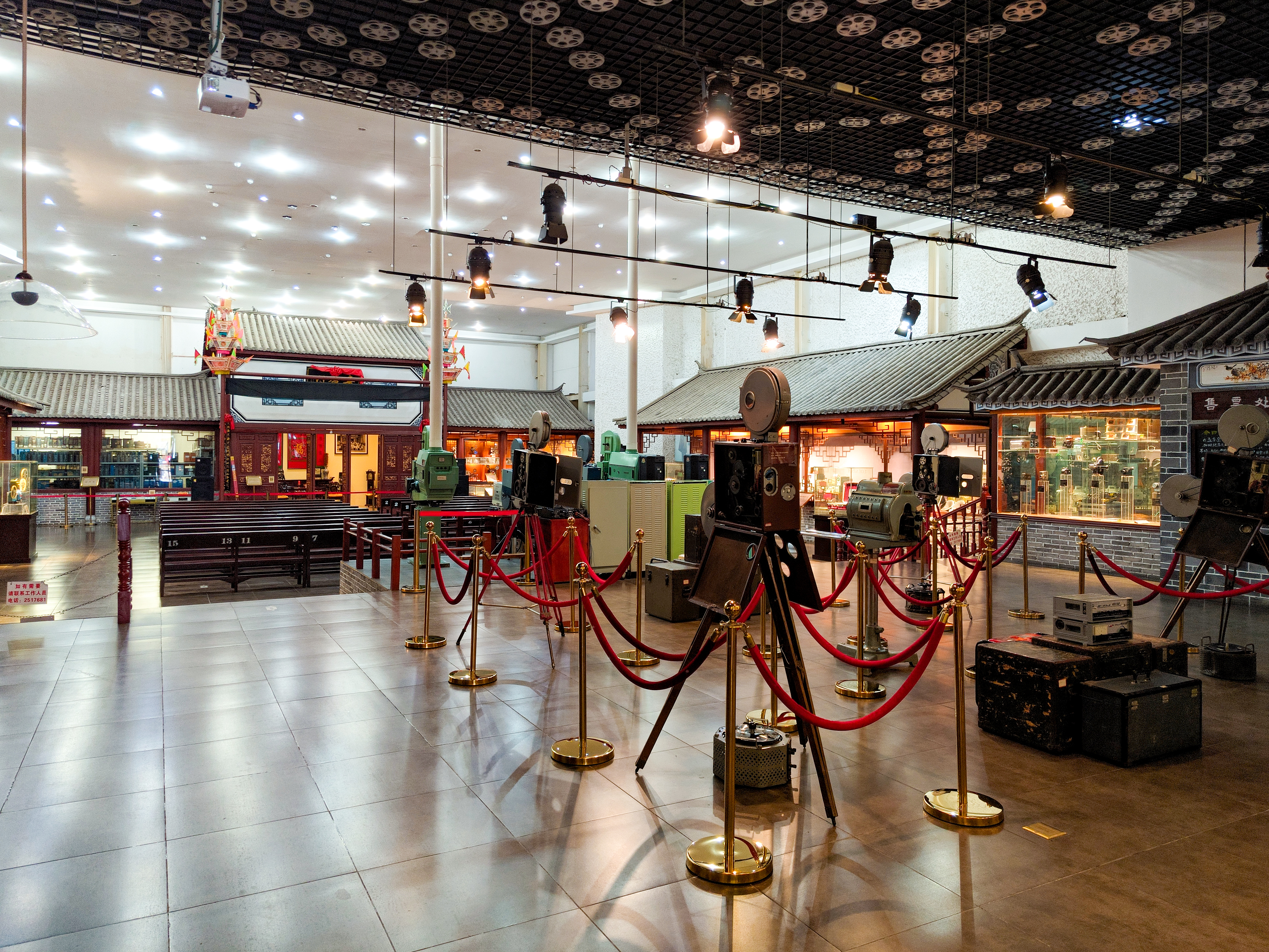
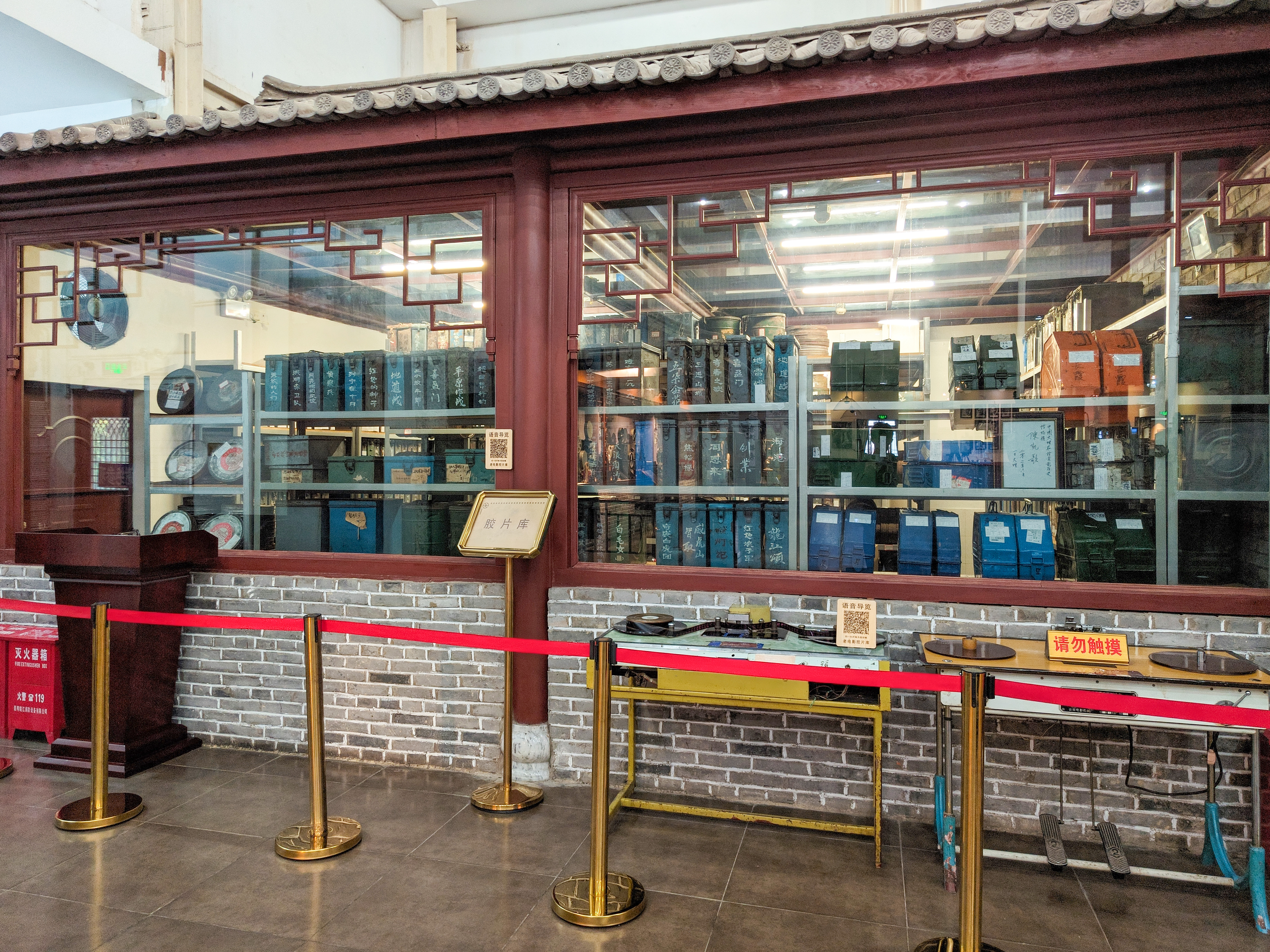
胶片库